# Софт рок
Софт рок (на английски: Soft rock – „мек рок“) или лайт рок (на английски: light rock – „лек рок“) е музикален жанр, който използва техники на рок музика (по-специално елементи на фолк рок) за създаване на по-приятен, мек и приглушен звук.

## Характеристики
Софт рокът има тенденция да постигне по-мек, по-приятен звук, така че такава музика да е приятна за слушане, например на работа или докато се шофира. Софт рокът често се пее с високи гласове: мъжките вокали са доминирани от вокали на тенор, текстовете на софт рок са склонни да се фокусират върху приятни теми като любов, ежедневие и приятелство. За да постигнат максимален ефект, софт рок групите често използват пиано и саксофони.

## История
В края на 60-те години разделянето на мейнстрийм рока на софт рок и хард рок започва да се разпространява, като и двата жанра се превръщат в най-важните радиоформати в Съединените щати. Софт рокът често израства от фолк рока, използвайки акустични инструменти и поставяйки повече акцент върху мелодиите и вокалните хармонии. Изпълнители на софт рок са Карол Кинг, Кат Стивънс, The Hollies, Джеймс Тейлър и Бред.
Популярният хит (They Long to Be) Close to You на Карпентърс е издаден през лятото на 1970 г., последван от Make It with You на Bread. И двете песни са ранни примери за по-мекия звук, който започва да доминира в класациите. Тенденцията достига своя комерсиален връх през втората половина на 70-те години на XX век с изпълнители като Били Джоел, Елтън Джон, Чикаго, Тото, Кристофър Крос, Майкъл Макдоналд, Англия Dan & John Ford Coley, Air Supply, Seals and Crofts и реформираният Флийтуд Мак, чийто Rumors (1977) е най-продаваният албум на десетилетието. До 1977 г. някои радиостанции, като нюйоркските WTFM и WYNY, преминават изцяло към софт рок. До 80-те години вкусовете се променят и радиоформатите отразяват тази промяна, включително изпълнители като Джърни.
Радиоформатът еволюира в това, което става известно като алтернатива на албума за възрастни, по-малко „рок“ формат от софт рок. Софт рокът оцелява през 90-те години на миналия век и изпълнители от предишните десетилетия продължават да издават нова музика като Дженезис, чийто софт рок сингъл от 1992 г. Hold on My Heart оглавява канадската класация за сингли и класацията на Billboard Adult Contemporary. Появяват се нови групи и изпълнители, като датската група Michael Learns to Rock, която придобива огромна популярност в Азия, като много сингли станаха комерсиално успешни на континента, и австралийската група Southern Sons , който се радва на успех в класациите на ARIA с три топ 10 сингъла.